# Петр Болек
Петр Болек (чеськ. Petr Bolek, нар. 13 червня 1984, Острава) — чеський футболіст, що грав на позиції воротаря.

## Клубна кар'єра
Народився 13 червня 1984 року в місті Острава. Вихованець футбольної школи клубу «Банік» (Острава). За першу команду так і не дебютував, тому 2003 року перейшов у «Слован». Але й тут йому не вдалося пробитися до стартового складу, тому весь час провів в оренді в клубах «Глучін», «Словацко» та словацький «ВіОн».
Після невдалого шестимісячного перебування в турецькій команді «Касимпаша», де Болек не зіграв жодного матчу, він перейшов до словацького клубу «Сениця» на початку 2010 року. У сезонах 2010/11 і 2011/12 був визнаний найкращим воротарем чемпіонату Словаччини. Завдяки цьому він проходив перегляд в англійському клубі «Ньюкасл Юнайтед», але менеджер Алан Пард'ю вирішив не підписувати Болека.
Влітку 2012 року перейшов до «Вікторії» (Пльзень), з якою підписав трирічний контракт. З новою командою тричі став чемпіоном Чехії, а також один раз виграв Суперкубок, але у команді був дублером Матуша Козачика, тому за шість сезонів у клубі зіграв лише 15 ігор чемпіонаті. У вересні 2017 року після поганих виступів і дисциплінарного проступку (керування автомобілем у стані алкогольного сп’яніння) був відправлений в оренду до клубу другого дивізіону «Банік» (Соколов), а згодом грав за інший нижчоліговий клуб «Дольний Бенешов».
У січні 2019 рок підписав контракт з клубом «Спартак» (Трнава). Того ж року виграв з командою Кубок Словаччини. Болек зіграв в тому числі і у фінальній грі проти «Жиліни» (3:3), відігравши 119 хвилин, але на серію пенальті яку виграли трнавці, був випущений інший воротар Добривой Русов. Наступного сезону Русов став стабільним основним воротарем і Болек на початку 2020 року перейшов у «Карвіну». Завершив професіональну кар'єру у команді «Середь», за яку виступав на правах оренди протягом першої половини 2022 року, але не зіграв жодної гри.

## Виступи за збірні
1999 року дебютував у складі юнацької збірної Чехії (U-15), загалом на юнацькому рівні взяв участь у 36 іграх.

## Титули і досягнення
- Чемпіон Чехії (3):

«Вікторія» (Пльзень): 2012/13, 2014/15, 2015/16
- Володар Кубка Словаччини (1):

«Спартак» (Трнава): 2018/19
- Володар Суперкубка Чехії (1):

«Вікторія» (Пльзень): 2015